# Grantjärnen, Medelpad
Grantjärnen är en sjö i Sundsvalls kommun i Medelpad och ingår i Ljungans huvudavrinningsområde. Sjön har en area på 0,123 kvadratkilometer och ligger 319 meter över havet. Sjön avvattnas av vattendraget Tjärnsjöbäcken.

## Delavrinningsområde
Grantjärnen ingår i det delavrinningsområde (690775-153946) som SMHI kallar för Utloppet av Grantjärnen. Medelhöjden är 368 meter över havet och ytan är 13,27 kvadratkilometer. Det finns inga avrinningsområden uppströms utan avrinningsområdet är högsta punkten. Tjärnsjöbäcken som avvattnar avrinningsområdet har biflödesordning 3, vilket innebär att vattnet flödar genom totalt 3 vattendrag innan det når havet efter 83 kilometer. Avrinningsområdet består mestadels av skog (79 procent). Avrinningsområdet har 0,37 kvadratkilometer vattenytor vilket ger det en sjöprocent på 2,8 procent.